# Народный фронт освобождения оккупированного Арабского залива
Народный фронт освобождения оккупированного Арабского залива (араб. الجبهة الشعبية لتحرير الخليج العربي المحتل‎, сокращенно НФООАЗ), позже переименованный в Народный фронт освобождения Омана и Персидского залива (араб. الجبهة الشعبية لتحرير عمان والخليج العربي‎) — марксистская организация, поддерживавшаяся идеологии арабского национализма и ставившая своей целью свержение монархических режимов в арабских государствах Персидского залива. 
НФООАЗ был организован в 1968 году как преемник Фронта освобождения Дофара, ведущего войну против монархического режима Султаната Маскат и Оман. НФООАЗ поддерживала тесные связи с правительством Южного Йемена, имела там свою штаб-квартиру. При поддержке Южного Йемена, партизаны НФООАЗ смогли захватить контроль над большими территориями западного Дофара. По состоянию на август 1969 года НФООАЗ захватил город Рахьют . 
В августе 1974 года на его основе созданы две отдельных организации — Народный фронт освобождения Омана и Народный фронт освобождения Бахрейна.